# العلاقات الأمريكية الجورجية
العلاقات الأمريكية الجورجية هي العلاقات الثنائية التي تجمع بين الولايات المتحدة وجورجيا.

## مقارنة بين البلدين
هذه مقارنة عامة ومرجعية للدولتين:
| وجه المقارنة                                              | الولايات المتحدة                                                                                                  | جورجيا                          |
| --------------------------------------------------------- | --- | ------------------------------- |
| المساحة (كم2)                                             | 9.83 مليون | 69.70 ألف                       |
| عدد السكان (نسمة)                                         | 311.58 مليون | 3.72 مليون                      |
| الكثافة السكانية (ن./كم²)                                 | 31.7 | 53.37                           |
| العاصمة                                                   | واشنطن العاصمة | تبليسي، كوتايسي                 |
| اللغة الرسمية                                             | لغة إنجليزية | اللغة الجورجية، اللغة الأبخازية |
| العملة                                                    | دولار أمريكي | لاري جورجي                      |
| الناتج المحلي الإجمالي (بليون دولار)                      | 19.39 تريليون | 15.16 مليار                     |
| الناتج المحلي الإجمالي (تعادل القوة الشرائية) بليون دولار | 18.04 تريليون | 35.68 مليار                     |
| الناتج المحلي الإجمالي الاسمي للفرد دولار أمريكي          | 56.12 ألف | 3.79 ألف                        |
| الناتج المحلي الإجمالي للفرد دولار أمريكي                 | 54.63 ألف |                                 |
| مؤشر التنمية البشرية                                      | 0.920 | 0.754                           |
| رمز المكالمات الدولي                                      | +1 | +995                            |
| رمز الإنترنت                                              | .us، Gov.، .mil، Edu.                                                                                             | .ge، .გე ‏                       |
| المنطقة الزمنية                                           | توقيت ساموا الأمريكية، توقيت أطلنطي موحد، منطقة زمنية وسطى، توقيت ألاسكا ‏، المنطقة الزمنية الجبلية، توقيت تشامرو ‏ | ت ع م+04:00                     |

## مدن متوأمة
في ما يلي قائمة باتفاقيات التوأمة بين مدن أمريكية وجورجية:
- ترتبط فالون مع Vani [الإنجليزية]‏ باتفاقية توأمة.
- ترتبط فيتشبورغ مع Oni, Georgia [الإنجليزية]‏ باتفاقية توأمة منذ 1985.
- ترتبط نابا مع تلاوي باتفاقية توأمة منذ 6 يونيو 1988.
- ترتبط أتلانتا مع تبليسي باتفاقية توأمة منذ 1979.
- ترتبط كودي مع Lanchkhuti [الإنجليزية]‏ باتفاقية توأمة.
- ترتبط كولومبيا مع كوتايسي باتفاقية توأمة.
- ترتبط نيو أورلينز مع باطوم باتفاقية توأمة منذ 14 يوليو 1995.
- ترتبط كولومبوس مع زوغديدي باتفاقية توأمة.
- ترتبط سافانا مع باطوم باتفاقية توأمة منذ 1992.[17]

## منظمات دولية مشتركة
يشترك البلدان في عضوية مجموعة من المنظمات الدولية، منها:
| علم المنظمة | اسم المنظمة                    | تاريخ انضمام الولايات المتحدة | تاريخ انضمام جورجيا |
| ----------- | ------------------------------ | ----------------------------- | ------------------- |
|             | منظمة الأمن والتعاون في أوروبا | 25 يونيو 1973                 | 24 مارس 1992        |
|             | الاتحاد الدولي للاتصالات       | 1 يوليو 1908                  | 7 يناير 1993        |
|             | يونسكو                         | 4 نوفمبر 1946                 | 7 أكتوبر 1992       |
|             | الأمم المتحدة                  | 24 أكتوبر 1945                | 31 يوليو 1992       |
|             | البنك الدولي للإنشاء والتعمير  | 27 ديسمبر 1945                | 7 أغسطس 1992        |
|             | مؤسسة التمويل الدولية          | 20 يوليو 1956                 | 29 يونيو 1995       |
|             | مؤسسة التنمية الدولية          | 24 سبتمبر 1960                | 31 أغسطس 1993       |
|             | المنظمة الهيدروغرافية الدولية  | ?                             | ?                   |
|             | الاتحاد البريدي العالمي        | ?                             | ?                   |
|             | الفريق المعني برصد الأرض       | ?                             | ?                   |
|             | اتفاقية السماوات المفتوحة      | ?                             | ?                   |
|             | منظمة التجارة العالمية         | ?                             | 14 يونيو 2000       |

## أعلام
هذه قائمة لبعض الشخصيات التي تربطها علاقات بالبلدين:
- جون تيفت (دبلوماسي من الولايات المتحدة الأمريكية، 16 أغسطس 1949 – )

## وصلات خارجية
- موقع وزارة الخارجية الأمريكية
- موقع وزارة الخارجية الجورجية